# 如燕盤旋而來的思念
《如燕盤旋而來的思念》是一套張雨生的全創作專輯，共有九片CD，一片DVD。其中四片收錄了張雨生未發表之作品，全部歌曲都是由張雨生一手包辦，獨自在家中完成。而另五片則是張雨生已發表作品的精選。此套紀念專輯選在2007年籌備，2008年發行，2007這一年，是張雨生出道20周年，亦是張雨生逝世十周年，別具意義。

## DISC 1
1. 多麼的難
2. 無題
3. 帶我去月球
4. 這一夜我睡不著
5. 我就要轉彎
6. 總髮遊
7. 湖心草深長
8. 魔幻台北
9. 現在這樣
10. 寧可讓我苦
11. 青澀的記憶
12. 冰點
13. 仲夏夜之夢
14. 妹妹晚安

## DISC 2
1. 無知的歲月
2. 一步一徘徊
3. 三月的天真
4. 自由歌
5. 愛從不輕易的來
6. 我是多麼想
7. 動物的悲歌
8. 靈光
9. 永公街的街長
10. 子夜抒懷
11. 兄弟呀
12. 這一年這一夜
13. 跟得上我吧
14. 我期待

## DISC 3
1. 後知後覺
2. 蝴蝶結
3. 再見蘭花草
4. 我的心在發燙
5. 不想失去你
6. 那麼
7. 未知
8. 再見女郎
9. 後窗
10. 發暈
11. 沉默之沙
12. 姊妹
13. 水藍色眼淚
14. 孤單TEQUILA

## DISC 4
1. BAD BOY
2. 心裡裝的都是你
3. BABE讓我告訴你
4. COOL COOL CAT
5. 哎唷！沒什麼
6. 如果你要離開我
7. CAPPUCCINO
8. 口是心非
9. 愛情……的圖案
10. 隨你
11. 神采
12. 在黃昏融化了世界的色彩以前
13. 若我告訴你其實我愛的只是你
14. 玫瑰的名字

## DISC 5
1. 河
2. 石頭
3. Are you ready
4. 當我開始偷偷地想你
5. 不顧一切
6. 愛過了頭
7. 傳言
8. ‘O Sole Mio
9. 你贏
10. 單身旅記
11. 眼睛裡的湖水
12. 風留給春天
13. 寂寞
14. 戒不掉

## DEMO CD1
『友風子雨』
1. Bad Boy
2. (雨生談對阿妹的印象)
3. 姊妹
4. 一想到你呀
5. (雨生談他的情歌)
6. Cool Cool Girl (Cool Cool Cat)
7. 哎唷!沒什麼
8. (雨生談感情的代謝)
9. 早已習慣 (孤單Tequila)
10. 那麼
11. (雨生談唱英文歌)
12. Are You Ready
13. 當我開始偷偷的想你
14. Babe讓我告訴你
15. 石頭
16. 想你

## DEMO CD2
『櫛風沐雨』
1. 神采
2. 玫瑰的名字
3. 愛的只是你 (若我告訴你)
4. 在黃昏融化了世界的色彩以前
5. Cappuccino
6. 愛情......的圖案
7. 河
8. 未知
9. (雨生談初戀的回憶)
10. (雨生談另類音樂人的悲哀)
11. (雨生談他的創作實驗性音樂)
12. (雨生談為何要作自己的音樂)
13. (雨生談最想做的事)
14. (雨生談他賣最差的專輯)
15. (雨生談他的壓力)
16. (雨生對創作者的建議)

## DEMO CD3
『礎潤而雨』
1. (雨生談如何聽這套專輯)
2. 如燕盤旋而來的思念
3. 說的再多你也不了解
4. 小嬰孩睡在垃圾桶裏
5. 凡
6. 他 (依斯瑪利)
7. (雨生談他音樂上的野心)
8. No Way Out
9. 從你到我
10. 他真的不想
11. 健忘
12. 一條大街
13. 還以為
14. 現代啟示錄 (新版)
15. 讚美
16. Only Once
17. (雨生談他做專輯的使命感)
18. 我會瘋狂
19. 我的愛
20. 我的淚已經流乾

## DEMO CD4
『得沾化雨』
1. 淡水河
2. 相信
3. 你想要按怎 (台語)
4. 海中船 (台語)
5. (雨生談創作市場上的可悲)
6. 小時候
7. 憂喜是一件雙面衫
8. Even Now
9. 我們如此相愛
10. 愛我正是時候
11. 門外還有愛
12. 遠來的朋友
13. 挽著我的手
14. (雨生談自己唱歌的態度)
15. 當我的感覺被你瞭解
16. 甩開
17. 哭泣與耳語
18. 有一道彩虹

## DVD
1. 想念雨生LIVE音樂會
2. 雨生經典MV:
  1. 帶我去月球
  2. 自由歌
  3. 口是心非
  4. 動物的悲歌
  5. 再見女郎